# Associazione Sportiva Ischia Isolaverde 1983-1984
Questa voce raccoglie le informazioni riguardanti l'Ischia Isolaverde nelle competizioni ufficiali della stagione 1983-1984.

## Stagione
Nel 1983-1984 l'Ischia Isolaverde fece il suo esordio nei professionisti prendendo parte al suo primo campionato di Serie C2, piazzandosi al sesto posto. L'impianto della squadra che vinse il campionato precedente venne rinforzato con l'arrivo di Renato Lo Masto, attaccante proveniente dal Brindisi. Dal vivaio passarono in prima squadra Giuseppe Di Meglio, Leonardo Aloi e Massimo Patalano.

## Rosa
| N. |                   | Ruolo | Calciatore                    |
| -- | ----------------- | ----- | ----------------------------- |
|    | Italia (bandiera) | P     | Sergio Marna                  |
|    | Italia (bandiera) | P     | Leonardo Pellegrino           |
|    | Italia (bandiera) | D     | Domenico Castagna             |
|    | Italia (bandiera) | D     | Antonio Cortese               |
|    | Italia (bandiera) | D     | Francesco Di Spirito          |
|    | Italia (bandiera) | D     | Aniello Migliaccio (capitano) |
|    | Italia (bandiera) | D     | Francesco Impagliazzo         |
|    | Italia (bandiera) | D     | Giorgio Vesce                 |
|    | Italia (bandiera) | C     | Leonardo Aloi                 |
|    | Italia (bandiera) | C     | Renato Ambrosino              |

| N. |                   | Ruolo | Calciatore         |
| -- | ----------------- | ----- | ------------------ |
|    | Italia (bandiera) | C     | Vincenzo Fusco     |
|    | Italia (bandiera) | D     | Ciro Mautone       |
|    | Italia (bandiera) | C     | Giuseppe Monti     |
|    | Italia (bandiera) | C     | Gianfranco Pilato  |
|    | Italia (bandiera) | C     | Clemente Silvestro |
|    | Italia (bandiera) | C     | Pasquale Varriale  |
|    | Italia (bandiera) | A     | Giuseppe Di Meglio |
|    | Italia (bandiera) | A     | Ciro Ippolito      |
|    | Italia (bandiera) | A     | Renato Lo Masto    |
|    | Italia (bandiera) | A     | Vincenzo Onorato   |

## Risultati

### Serie C2

#### Girone di andata
| Reggio Calabria 18 settembre 1983, ore 16:00 CEST 1ª giornata | Reggina | 2 – 1 | Ischia Isolaverde | Stadio Oreste Granillo |

| Ischia 25 settembre 1983, ore 16:00 CEST 2ª giornata                       | Ischia Isolaverde | 2 – 1       | Nocerina | Stadio Vincenzo Rispoli |
| \| \| \| \| \| Lo Masto 71’ Impagliazzo 85’ \| Marcatori \| 30’ Fabrizi \| |                   |             |          |                         |
|                                                                            |                   |             |          |                         |
| Lo Masto 71’ Impagliazzo 85’                                               | Marcatori         | 30’ Fabrizi |          |                         |

| Latina 2 ottobre 1983, ore 16:00 CEST 3ª giornata | Latina | 0 – 0 | Ischia Isolaverde | Stadio Domenico Francioni |

| Ischia 9 ottobre 1983, ore 16:00 CEST 4ª giornata | Ischia Isolaverde | 3 – 1 | Siracusa | Stadio Vincenzo Rispoli |

| Afragola 16 ottobre 1983, ore 15:00 CEST 5ª giornata | Afragolese | 1 – 1 | Ischia Isolaverde | Stadio Luigi Moccia |

| Torre del Greco 23 ottobre 1983, ore 15:00 CEST 6ª giornata | Turris | 0 – 0 | Ischia Isolaverde | Stadio Amerigo Liguori |

| Ischia 30 ottobre 1983, ore 15:00 CEST 7ª giornata | Ischia Isolaverde | 6 – 0 | Paganese | Stadio Vincenzo Rispoli |

| Frosinone 6 novembre 1983, ore 14:30 CEST 8ª giornata | Frosinone | 1 – 0 | Ischia Isolaverde | Stadio Comunale Matusa |

| Ischia 13 novembre 1983, ore 14:30 CEST 9ª giornata | Ischia Isolaverde | 3 – 0 | Alcamo | Stadio Vincenzo Rispoli |

| Roma 20 novembre 1983, ore 14:30 CEST 10ª giornata | Lodigiani | 1 – 1 | Ischia Isolaverde | Stadio Borghesiana |

| Ischia 27 novembre 1983, ore 14:30 CEST 11ª giornata | Ischia Isolaverde | 1 – 1 | Licata | Stadio Vincenzo Rispoli |

| Frattamaggiore 4 dicembre 1983, ore 14:30 CEST 12ª giornata | Frattese | 2 – 1 | Ischia Isolaverde | Stadio Pasquale Ianniello |

| Ischia 11 dicembre 1983, ore 14:30 CEST 13ª giornata | Ischia Isolaverde | 2 – 0 | Marsala | Stadio Vincenzo Rispoli |

| Ercolano 18 dicembre 1983, ore 14:30 CEST 14ª giornata | Ercolanese | 0 – 0 | Ischia Isolaverde | Stadio Raffaele Solaro |

| Ischia 8 gennaio 1984, ore 14:30 CEST 15ª giornata | Ischia Isolaverde | 2 – 2 | Sorrento | Stadio Vincenzo Rispoli |

| Ischia 15 gennaio 1984, ore 14:30 CEST 16ª giornata | Ischia Isolaverde | 1 – 1 | Canicattì | Stadio Vincenzo Rispoli |

| Grumo Nevano 22 gennaio 1984, ore 14:30 CEST 17ª giornata | Grumese | 3 – 2 | Ischia Isolaverde | Stadio Comunale |

#### Girone di ritorno
| Ischia 29 gennaio 1984, ore 14:30 CEST 1ª giornata | Ischia Isolaverde   | 0 – 0 | Reggina | Stadio Vincenzo Rispoli (3000 spett.)\| Arbitro: \| De Santis (Treviso) \| |
| Arbitro:                                           | De Santis (Treviso) |       |         |                                                                            |

| Nocera Inferiore 5 febbraio 1984, ore 14:30 CEST 2ª giornata | Nocerina | 3 – 0 | Ischia Isolaverde | Stadio San Francesco d'Assisi |

| Ischia 12 febbraio 1984, ore 14:30 CEST 3ª giornata | Ischia Isolaverde | 0 – 0 | Latina | Stadio Vincenzo Rispoli |

| Siracusa 19 febbraio 1984, ore 15:00 CEST 4ª giornata | Siracusa | 1 – 1 | Ischia Isolaverde | Stadio Nicola De Simone |

| Ischia 26 febbraio 1984, ore 15:00 CEST 5ª giornata | Ischia Isolaverde | 2 – 0 | Afragolese | Stadio Vincenzo Rispoli |

| Ischia 4 marzo 1984, ore 15:00 CEST 6ª giornata | Ischia Isolaverde | 0 – 0 | Turris | Stadio Vincenzo Rispoli |

| Pagani 11 marzo 1984, ore 15:00 CEST 7ª giornata | Paganese | 2 – 0 | Ischia Isolaverde | Stadio Marcello Torre |

| Ischia 18 marzo 1984, ore 15:00 CEST 8ª giornata | Ischia Isolaverde | 2 – 0 | Frosinone | Stadio Vincenzo Rispoli |

| Alcamo 1 aprile 1984, ore 16:00 CEST 9ª giornata | Alcamo | 1 – 0 | Ischia Isolaverde | Stadio Lelio Catella |

| Ischia 8 aprile 1984, ore 16:00 CEST 10ª giornata | Ischia Isolaverde | 0 – 1 | Lodigiani | Stadio Vincenzo Rispoli |

| Licata 15 aprile 1984, ore 16:00 CEST 11ª giornata | Licata    | 1 – 2        | Ischia Isolaverde | Stadio Dino Liotta |
| \| \| \| \| \| \| Marcatori \| Lo Masto (2) \|     |           |              |                   |                    |
|                                                    |           |              |                   |                    |
|                                                    | Marcatori | Lo Masto (2) |                   |                    |

| Ischia 29 aprile 1984, ore 16:00 CEST 12ª giornata | Ischia Isolaverde | 1 – 0 | Frattese | Stadio Vincenzo Rispoli |

| Marsala 6 maggio 1984, ore 16:00 CEST 13ª giornata | Marsala | 1 – 3 | Ischia Isolaverde | Stadio Antonino Lombardo Angotta |

| Ischia 13 maggio 1984, ore 16:00 CEST 14ª giornata | Ischia Isolaverde | 1 – 1 | Ercolanese | Stadio Vincenzo Rispoli |

| Sorrento 20 maggio 1984, ore 16:00 CEST 15ª giornata | Sorrento | 1 – 0 | Ischia Isolaverde | Stadio Italia |

| Canicattì 27 maggio 1984, ore 16:00 CEST 16ª giornata | Canicattì | 0 – 1 | Ischia Isolaverde | Stadio Carlotta Bordonaro |

| Ischia 3 giugno 1984, ore 16:30 CEST 17ª giornata | Ischia Isolaverde | 2 – 1 | Grumese | Stadio Vincenzo Rispoli |

## Statistiche
Statistiche aggiornate al 23 ottobre 2011

### Statistiche di squadra
| Competizione | Punti | In casa | In casa | In casa | In casa | In casa | In casa | In trasferta | In trasferta | In trasferta | In trasferta | In trasferta | In trasferta | Totale | Totale | Totale | Totale | Totale | Totale | DR  |
| Competizione | Punti | G       | V       | N       | P       | Gf      | Gs      | G            | V            | N            | P            | Gf           | Gs           | G      | V      | N      | P      | Gf     | Gs     | DR  |
| ------------ | ----- | ------- | ------- | ------- | ------- | ------- | ------- | ------------ | ------------ | ------------ | ------------ | ------------ | ------------ | ------ | ------ | ------ | ------ | ------ | ------ | --- |
| Serie C2     | 37    | 17      | 9       | 7       | 1       | 28      | 9       | 17           | 3            | 6            | 8            | 13           | 20           | 34     | 12     | 13     | 9      | 41     | 29     | +12 |
| Coppa Italia | -     | -       | -       | -       | -       | -       | -       | -            | -            | -            | -            | -            | -            | -      | -      | -      | -      | -      | -      | -   |
| Totale       | -     | -       | -       | -       | -       | -       | -       | -            | -            | -            | -            | -            | -            | -      | -      | -      | -      | -      | -      | -   |

### Statistiche dei giocatori
| Giocatore      | Serie C2 | Serie C2 | Coppa Italia | Coppa Italia | Altro    | Altro | Totale   | Totale |
| Giocatore      | Presenze | Reti     | Presenze     | Reti         | Presenze | Reti  | Presenze | Reti   |
| -------------- | -------- | -------- | ------------ | ------------ | -------- | ----- | -------- | ------ |
| R. Ambrosino   | 16       | 0        | -            | -            | -        | -     | 16       | 0      |
| D. Castagna    | 9        | 0        | -            | -            | -        | -     | 9        | 0      |
| A. Cortese     | 24       | 0        | -            | -            | -        | -     | 24       | 0      |
| G. Di Meglio   | 1        | 1        | -            | -            | -        | -     | 1        | 1      |
| F. Di Spirito  | 20       | 0        | -            | -            | -        | -     | 20       | 0      |
| V. Fusco       | 26       | 2        | -            | -            | -        | -     | 26       | 2      |
| F. Impagliazzo | 34       | 9        | -            | -            | -        | -     | 34       | 9      |
| C. Ippolito    | 26       | 2        | -            | -            | -        | -     | 26       | 2      |
| R. Lo Masto    | 33       | 14       | -            | -            | -        | -     | 33       | 14     |
| S. Marna       | 1        | 0        | -            | -            | -        | -     | 1        | 0      |
| C. Mautone     | 31       | 6        | -            | -            | -        | -     | 31       | 6      |
| A. Migliaccio  | 25       | 1        | -            | -            | -        | -     | 25       | 1      |
| G. Monti       | 29       | 3        | -            | -            | -        | -     | 29       | 3      |
| V. Onorato     | 31       | 2        | -            | -            | -        | -     | 31       | 2      |
| L. Pellegrino  | 33       | -        | -            | -            | -        | -     | 33       | -      |
| G. Pilato      | 14       | 1        | -            | -            | -        | -     | 14       | 1      |
| C. Silvestro   | 23       | 0        | -            | -            | -        | -     | 23       | 0      |
| P. Varriale    | 29       | 1        | -            | -            | -        | -     | 29       | 1      |
| G. Vesce       | 31       | 1        | -            | -            | -        | -     | 31       | 1      |